# Југовци
Југовци насељено мјесто у граду Приједор, у Републици Српској, БиХ.

## Географија
Мјесто је удаљено од центра Приједора око 6 km. То је мање село, слабо насељено, брдовито са којег се у цјелини могу видјети насеље Брезичани и поједини дијелови града Приједора.
Мјесто карактерише лијеп природни амбијент покрај ријеке Сане, богат изворима, зеленилом, шумама итд.

## Становништво
| Националност       | 1991.        | 1981.        | 1971.        |
| Срби               | 265 (49,07%) | 260 (44,36%) | 341 (58,59%) |
| Муслимани          | 252 (46,66%) | 279 (47,61%) | 236 (40,54%) |
| Хрвати             | 4 (0,74%)    | 3 (0,51%)    | 0            |
| Југословени        | 15 (2,77%)   | 43 (7,33%)   | 1 (0,17%)    |
| остали и непознато | 4 (0,74%)    | 1 (0,17%)    | 4 (0,68%)    |
| Укупно             | 540          | 586          | 582          |

1. ↑  Муслимани се данас изјашњавају као Бошњаци.